# Descentralizare
Descentralizarea este procesul prin care se trece de la un sistem administrativ bazat pe subordonarea ierarhică a autorităților locale (învestite în funcție de suprastructura de nivel național) față de cele centrale la un sistem prin care soluționarea problemelor locale se face de cei aleși de corpul electoral local. 
Descentralizarea guvernării se face prin restructurarea sau reorganizarea autorității pentru crearea unui sistem de responsabilitate între instituțiile de la nivel central, regional și local respectând principiul subsidiarității, crescând calitatea și eficiența actului de guvernare prin augumentarea repsonsabilității și autorității structurilor sub-naționale. Descentralizarea poate contribui la dezvoltarea elementelor cheie a bunei guvernanțe, prin creșterea participării cetățenești la deciziile economice, sociale și politice; ajutând la sporirea rolului populației și mărirea sensitivității, transparenței și responsabilității actului de guvernare.
Descentralizarea este un mix între relațiile și funcțiunile administrative, fiscale și politice. Toate cele trei fiind incluse în design-ul sistemelor descentralizate.